# Grammopsis simoni
Grammopsis simoni là một loài bọ cánh cứng trong họ Cerambycidae.